# كيفن هارينجتون (ممثل)
كيفن هارينجتون (بالإنجليزية: Kevin Harrington)‏ هو ممثل أسترالي، ولد في 4 سبتمبر 1959 في ملبورن في أستراليا.

## أعمال

### أفلام
- (1970) لتكن

## وصلات خارجية
- كيفن هارينجتون على موقع IMDb (الإنجليزية)
- كيفن هارينجتون على موقع ألو سيني (الفرنسية)
- كيفن هارينجتون على موقع أول موفي (الإنجليزية)
- كيفن هارينجتون على موقع قاعدة بيانات الفيلم (الإنجليزية)
- كيفن هارينجتون على موقع كينوبويسك (الروسية)